# Neuenhof (Wermelskirchen)
Neuenhof ist eine Ortslage in der Stadt Wermelskirchen im Rheinisch-Bergischen Kreis. Ein kleiner Teil des Ortes gehört zu Solingen-Burg. 

## Lage und Beschreibung
Neuenhof befindet sich zwischen Hünger und Burg an der Wupper als Straßendorf entlang der Landesstraße 157. Der Ort ist im Osten mit dem Nachbarort Neuenflügel verschmolzen. In diesem Abschnitt ab der Stadtgrenze zu Solingen trägt die Straße auch den Namen Neuenflügel. Auch eine Bushaltestelle ist eingerichtet. Im Norden entspringt der Sellscheider Bach, der bei Burgtal in den Eschbach mündet. Einzelne Gebäude an der Wermelskirchener Straße gehören zum Solinger Stadtgebiet.
Benachbarte Orte sind bzw. waren (von Nord nach West): Unter- und Obersellscheid, Neuenflügel, Dorn, Feld, Büschhausen, Stolzenberg, Unterwinkelhausen, Angerscheid und Oberburg.

## Geschichte
Der Ort entstand vermutlich im 18. Jahrhundert. In dem Kartenwerk Topographia Ducatus Montani von Erich Philipp Ploennies, Blatt Amt Bornefeld, aus dem Jahre 1715 ist der Ort nicht verzeichnet. Die Topographische Aufnahme der Rheinlande von 1824 verzeichnet den Ort als Neuenhof, ebenso wie die Preußische Uraufnahme von 1844. 
Der östliche Teil des Ortes gehörte zur Bürgermeisterei Wermelskirchen, der östliche und kleinere Teil zur Bürgermeisterei Burg im Kreis Lennep. Im Jahr 1816 war Neuenhof mit sechs Einwohnern eine der damals sieben Ortslagen der Bürgermeisterei Burg. 1832 zählte der Burger Teilort sechs Einwohner. 1850 und 1864 zählte der Burger Teilort fünf Einwohner.:1 Die Bürgermeisterei Burg erhielt 1856 das Stadtrecht und gehörte ab 1929 mit dem Amt Wermelskirchen dem Kreis Solingen-Lennep an (ab 1931 Rhein-Wupper-Kreis genannt).
Bereits ab Ende des 19. Jahrhunderts wurde der Ortsname allmählich durch den benachbarten Ortsnamen Neuenflügel verdrängt. So ist der Ort in der Preußischen Neuaufnahme von 1893 gemeinsam mit dem Nachbarort als Neuenflügel benannt verzeichnet. Der Ortsname Neuenhof ist daher heute kaum noch gebräuchlich.
Im Zuge des Düsseldorf-Gesetzes wurden die zu Burg gehörenden Gebäude zum 1. Januar 1975 mit der Stadt Burg an der Wupper in die Stadt Solingen eingemeindet.